# مک‌مستروویل، کبک
مک‌مستروویل (به فرانسوی: McMasterville) شهری در منطقه شهری لا وله-دو-ریشولیو ناحیه مونترژی در استان کبک کانادا است. در سرشماری سال ۲۰۱۱ این شهر ۴٬۷۷۳ نفر جمعیت داشته‌است و مساحت آن ۳ کیلومتر مربع است.